# Soquete A

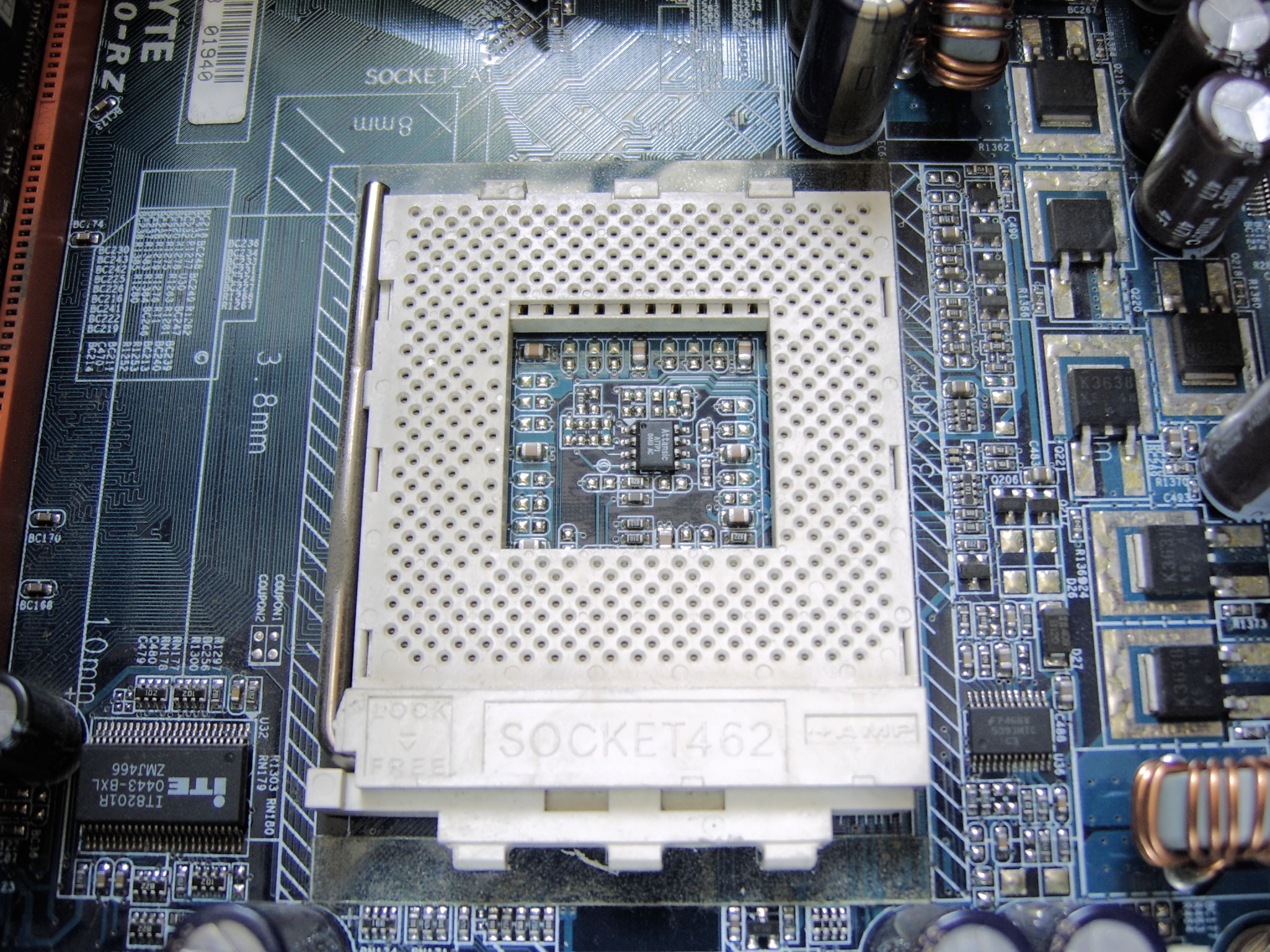
Socket A/462

Socket A (também conhecido como Socket 462) é um soquete usado por microprocessadores AMD que vão do Athlon Thunderbird ao Athlon XP/MP 3200+, e UCPs AMD de baixo custo, incluindo o Duron e Sempron. O Socket A também dá suporte aos recentes processadores embarcados AMD Geode NX (derivados do Mobile Athlon XP). O soquete é do tipo Pin Grid Array ZIF com 453 pinos (nove pinos são bloqueados neste soquete para prevenir inserção acidental de UCPs Socket 370, daí o número 462). As freqüências suportadas pelo FSB no AMD Athlon XP e Sempron são 133 MHz, 166 MHz e 200 MHz.
A AMD recomenda que a massa do cooler da UCP num Socket A não ultrapasse 300 gramas. Coolers mais pesados podem resultar em danos ao die quando o sistema não é adequadamente manejado.
O Socket A tem sido descontinuado em prol do Socket 754, Socket 939 e recentemente, Socket AM2, exceto por seu uso com os processadores Geode NX. Todavia, microprocessadores e placas-mães de muitos fabricantes ainda estão disponíveis.

## Especificações técnicas
- Suporte a processadores com freqüências de clock entre 600 MHz (Duron) e 2333 MHz (Athlon XP 3200+)[1]
- Double data rate com 100, 133, 166 e 200 MHz de front side bus em processadores Duron, XP e Sempron, baseados no barramento DEC Alpha EV6.

Inicialmente lançado com suporte apenas para 100 FSB em antigos chipsets, logo evoluiu para FSBs mais altos, de forma que embora o soquete tenha permanecido pino-compatível por todo o seu tempo de fabricação, surgiram questões de compatibilidade restrita relativas a clock, temporização, BIOS e voltagem entre antigos chipsets e processadores posteriores.